# 貝納爾 (新墨西哥州)
貝納爾（英語：Bernal）是位於美國新墨西哥州聖米格爾縣的非建制地區。

## 歷史
貝納爾的郵局於1881年設立，其後於1895年停運。

## 地理
貝納爾所處的海拔為高於海平面1875米（即6152英呎），而該地所採用的時區為UTC-7，即北美山地时区（MST）。同時該地設有夏令時間，為UTC-7調快一小時，即UTC-6（MDT）。